# Códice Aubin

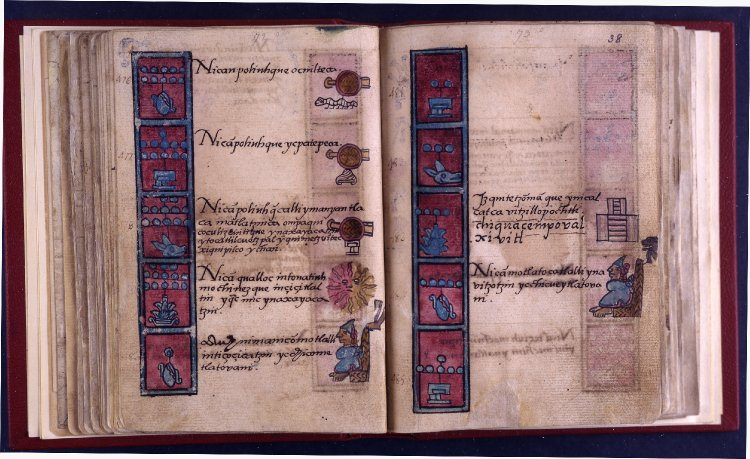
Folio 38 del Códice Aubin

El Códice Tonalámatl, o el manuscrito de 1576, es una obra pictográfica que relata la versión española de la historia del pueblo mexica, así narrando su migración de Aztlán en el siglo XII hasta la conquista española en el siglo XVI. A lo largo de sus 81 folios o páginas, el Códice Aubin anota los viajes de la gente azteca, incluyendo la migración, la fundación de Tenochtitlán, los ciclos agrícolas, el linaje de los reyes, los eclipses, la llegada de los españoles, y otros eventos importantes en la historia de los mexicas. Es un códice mixto que contiene imágenes ilustradas y texto escrito en náhuatl con el alfabeto latino. El Códice Aubin es uno de los pocos códices que ha sido transcrito y traducido a más de una lengua.

## Historia del códice
No se sabe exactamente quién escribió el Códice Aubin, pero probablemente fue escrito por varios escribanos y pintores mexicanos, más bien llamados tlacuilos, a lo largo de muchos años. Algunos historiadores piensan que fue escrito por un recopilador de documentos y anales precolombinos. Este sistema de escritura iconográfica, en el cual el tlacuilo “inscribe sobre un soporte mediante un pincel y tinta”  se desarrollaba y perfeccionaba en el periodo postclásico en la zona central de México.
El Códice Aubin cubre la historia de México entre 1168-1607. Al principio de la obra, dice “escrito aquí hoy en México el 27 del mes de septiembre de 1576”, aunque documenta la historia hasta 1607. El texto recibe su nombre, "códice Aubin", de Joseph Marius Alexis Aubin, quien compra el documento para su colección de obras aztecas. Aubin vivió en México durante quince años, desde 1825, periodo en el cual emprendió el estudio del idioma náhuatl y las antiguas civilizaciones de la región. En esa época, Aubin obtuvo el códice, que fue preparado por el historiador-coleccionista Antonio de Léon y Gama. Joseph Aubin lo vendió en 1889 a M.E. Eugene Goupil.
Es probable que fray Diego Durán supervisase la preparación del códice en el siglo XVI, pues lo menciona en su Historia de las Indias de Nueva-España y Islas de Tierra Firme. Según apunta el historiador Alfredo Chavero, quien preparó una edición de la obra del padre Durán, Aubin fue “Inteligente y dado a las antigüedades, hizo amistad con los frailes franciscanos y pudo examinar su magnífica biblioteca: en ella encontró jeroglíficos y manuscritos que los ignorantes frailes no tuvieron empacho en cederle".
Ahora, la copia original del Códice Aubin está ubicada en el Museo Británico de Londres. Hay una copia en la Biblioteca Nacional de Francia, una copia de Antonio Peñafiel en Berlín, y otra copia en la biblioteca de la Universidad de Princeton, en la colección de Robert Garrett. El Códice Aubin no debe ser confundido con el Tonalámatl Aubin, otra obra de la colección de Aubin.

## Organización
El códice consiste en 81 folios, los cuales son de tamaño 11 x 15 cm. Se lee el códice de la izquierda a la derecha y de arriba hacia abajo, según las normas acostumbradas de los códices precolombinos de América. El códice es resultado de la combinación de otros documentos que originalmente formaban códices independientes, su mayor influencia es derivada del "Grupo de la Tira" (según Castañeda de la Paz) que lo relaciona con el Códice Boturini, en nuestro códice podemos identificar las secciones:
- 1) Una breve descripción del sistema de contar los años; que no aparece en los otros manuscritos del grupo.
- 2) La migración desde Aztlán hasta la derrota en Chapoltepec (1299) y su posterior establecimiento en Colhuacan, relato casi idéntico al Boturini.
- 3) la última etapa de su deambular por el lago de Texcoco hasta la fundación de Tenochtitlán.
- 4) Los anales históricos desde el gobierno de Acamapichtli hasta Moteuczoma; muy similar a otras versiones pictóricas como el Códice Telleriano-Remensis o escritas como en la "Historia de los mexicanos por sus pinturas".
- 5) La última sección es la conquista española de México y narra los sucesos relevantes hasta 1576, posteriormente se agregaron datos hasta 1591 y otros en 1607.

El Códice Aubin, comparado con otros códices de los aztecas, es singular en la manera en que es organizado.  Es un códice unidireccional con un conteo continuo de los años, los cuales se presentan como una escala de tiempo. Este mecanismo efectivamente controla el orden en que el códice es leído, pues el tiempo sigue por orden cronológico tras el curso del documento. El conteo de los años es interrumpido sólo para dejar que el pintor elabore un acontecimiento importante. Los años de la historia imperial en el Códice Aubin, así pintados en los folios europeos, son organizados como tiras, las cuales reflejan la influencia del estilo europeo.
La segunda parte del Códice Aubin es una historia colectiva de la migración. Este estilo de agrupación-colectividad muestra el deseo de los pintores aztecas de organizar el espacio visual de forma eficientemente. La cuarta parte del Códice Aubin también puede considerarse una historia imperial, que en cuestión de estilo regresa a la estructura estándar del registro.
Se usa el tamaño de las imágenes para así comunicar la importancia de los sucesos principales de la historia, pues los eventos de igual importancia son del mismo tamaño. En cambio, un evento de poca importancia es más chico. En muchos casos, hay una serie de imágenes, una al lado de la otra, la cual cadena indica que todos los eventos comparten la misma importancia histórica y cultural.

## Contenido
La obra se enfoca en los eventos que el pueblo vivió desde la salida de Aztlán, desde el año 1168 hasta 1607, después de la llegada de los españoles. Representa información importante de varios años durante este tiempo. La primera página muestra el calendario azteca en forma cuadrangular, similar a como aparece en Durán o Tovar.
Folio 1-2 - El folio primero del códice contiene texto en náhuatl sobre el sistema calendárico de los mexicas. Se traduce al castellano así: “Aquí está escrita la cuenta de los años de los mexicas. Está hecho de sólo cuatro piezas que van de la siguiente manera: el año 1-Acatl termina en 13-Acatl; 1-Técpatl termina en 13-Técpatl; 1-Calli termina en 13-calli, y 1-Tochtli termina en 13-Tochtli. Y cuando las cuatro partes han llegado a su fin, después de 52 años, nuestros años se atan en el año 2 Acatl. Esto fue escrito en México a los 27 días del mes de septiembre del 1576."
El sistema calendárico de los mexicas fue dividido en cuatro secciones, cada una con trece numerales y cuatro cargadores. Los cargadores son caña, pedernal, casa, y conejo, los cuales se vuelven a representar en el centro, junto al Sol. Los cargadores “eran enmarcados por el símbolo del año, generalmente un cuadrado, un rombo o un círculo pintados de azul turquesa, o bien de rojo enmarcados con azul”. Esto puede verse en muchos de los folios del códice para poder marcar los años de importantes eventos históricos.

### El periodo de migración

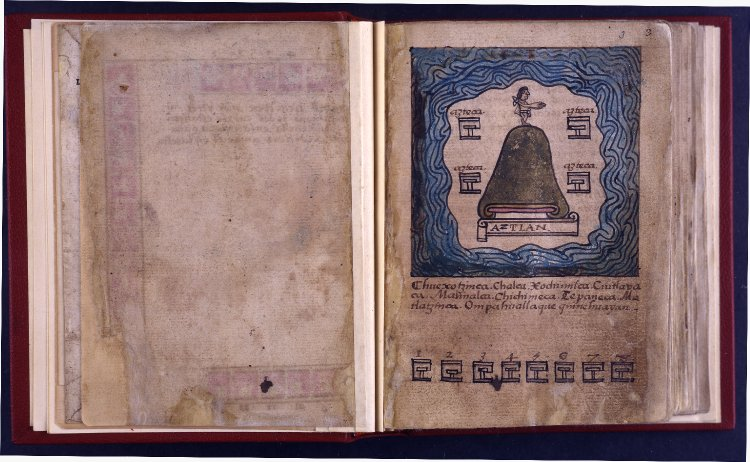
Folio 3 del Códice Aubin

Folio 3 - El folio 3 representa el comienzo de la historia de la migración del pueblo. Esta imagen mítica muestra una versión de Aztlan, el lugar sagrado que los mexicas consideraban como su origen. Muestra una figura de pie en la cima de un cerro en una isla. La figura es Huitzilopochtli, el dios patrón de los mexicas. Los cuatro glifos alrededores de la figura representan casas, las cuales simbolizan las cuatro calpullis que venían de una isla. Los ocho glifos de las casas debajo de la isla representan los demás ocho calpullis que acompañan a los cuatro linajes originales durante la migración.
Folio 4-22 - Los folios siguientes contienen pocas descripciones pictográficas de los lugares en los cuales los mexicas viajaban durante la migración. Los folios contienen principalmente una cuenta de los años que muestra el tiempo durante el cual los mexicas migraron hasta llegar al lugar que llegaría a ser Tenochtitlan.
Folio 14 - Como ejemplo de la ruta de migración de los mexicas, el folio 14 explica que los mexica se pasaban un periodo de 20 años en Cohuatitlan. Utiliza la cabeza de una serpiente para representar el lugar Cohuatitlan, mejor conocido en la mitología mexica como el lugar de las serpientes. Entonces el documento explica que los mexicas pasaban a Huixachtitlan, donde vivían por 4 años. El uso de un árbol con raíces espinosas representa "Huixachtitlan", una palabra náhuatl que significa "lugar de espinas o acacias".

### La fundación de Tenochtitlán

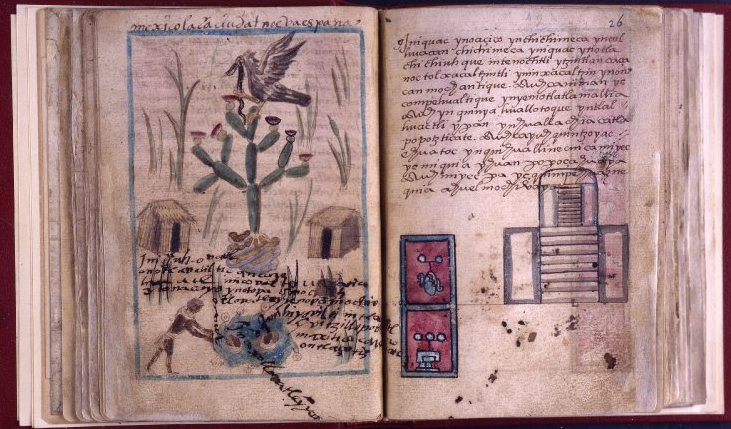
Folio 25 del Códice Aubin

Folio 23-25 - Esta imagen muestra la conclusión de la migración mexica con la fundación de Tenochtitlán. Se ilustra un lugar pantanoso donde un águila, encaramada sobre una cactáceas, ha cogido una serpiente. Esta es la representación tradicional de Tenochtitlán. También ilustra los principios simples de la ciudad, pues el artista pintaba una choza de paja en cada lado de la página con varias hierbas en el fondo. El texto de la página siguiente explica que la figura mexica es un pescador. Diversos historiadores observan que el Códice Aubin es uno de pocos códices que incluye esta imagen en la misma manera en que el escudo nacional de México después mostrará.
Hay un importante cambio en el formato que ocurre aquí. A partir de este folio, los cuadrados de calendario están organizados en filas verticales. La nueva cuenta de los años comienza junto a la imagen del templo. Este modelo continúa en el resto del códice.

### La primera sección dinástica
Folios 26-42 - El Códice Aubin, al igual que muchas otras historias aztecas, incluye una sección dinástica que enumera las ascensiones y las muertes de notables gobernantes de Tenochtitlan. Comenzando en el folio 26, la sección dinástica contiene páginas que indican el año y los gobernantes. Estas páginas careces de imágenes y acontecimientos. En cambio, cada página cubre cinco años, los cuales se cuenta de forma vertical en el lado izquierdo.

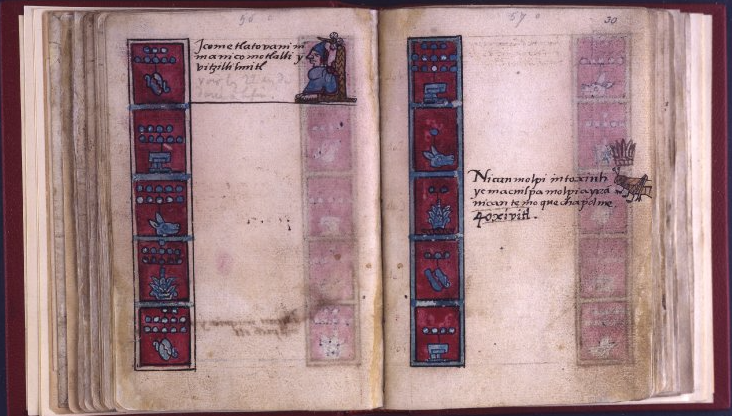
Folio 30 del Códice Aubin

Folio 30 - Como ejemplo de la sección dinástica, el folio 30 muestra la ascensión de Huitzilíhuitl al trono mexica. Huitzilíhuitl gobernó entre los años 1 Junco a 5 Serpiente según apunta el códice, fechas que corresponden a los años 1395-1417 del calendario gregoriano. La página a la derecha muestra el paso del quinto ciclo de 52 años, que se observa con la imagen de un saltamontes. Esta es una de las pocas veces que un evento natural o agrícola se observa en el Códice Aubin. Algunos eruditos especulan que el saltamontes fue de alguna manera ligado a la ceremonia del Fuego Nuevo que los mexica celebraban para conmemorar un nuevo ciclo de 52 años. Por otra parte, otros especulan que durante este año había una hambruna debido a los daños a los cultivos causados por los saltamontes.
Folio 35- Después de una inundación, algunas familias mexicas fueron obligadas a vender a sus hijos como esclavos. Este folio muestra dos esclavos atados juntos en su camino a ser vendidos. La inundanción fue nombrado "1 conejo".

### La conquista española

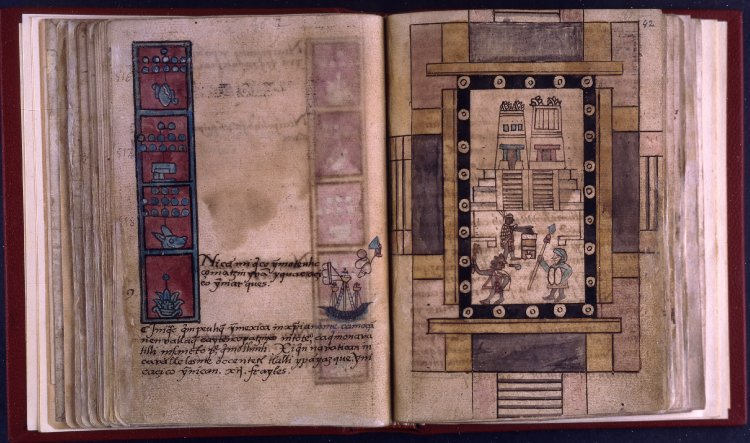
Folio 42 del Códice Aubin

Folio 42-  La página a la izquierda ilustra la llegada de los españoles en barco. También, este folio declara la muerte de Moctezuma en la fecha Ce Acatl, 1519. Se destaca la cruz en el mástil de esta imagen. Aunque no es muy grande, es un elemento que puede verse en muchas imágenes de la conquista española. También, es un símbolo que representa la llegada de Jesucristo y el cristianismo en el Nuevo Mundo. Frecuentemente, la llegada de los españoles y la muerte de Moctezuma se representan en conjunto porque simbolizan el fin del dominio del imperio mexica y el comienzo de la historia del imperio español en América.
Por eso, la página a la derecha muestra la escena de una batalla entre un conquistador español y un soldado azteca. El conquistador español se identifica por sus armaduras, lanzas, y las barbas. El azteca también puede ser identificado por su traje. Están luchando en el Templo Mayor, así señalado por sus templos dobles. El Templo Mayor fue “el corazón ritual y político” de la ciudad de Tenochtitlán.  Ahí mismo, según indican varios cronistas españoles e indígenas, incluso el notable libro Visión de los vencidos, el conquistador Pedro de Alvarado, también conocido como "El Sol", empezó la matanza contra “los guerreros desarmados, los sacerdotes-músicos y las mujeres, los niños y los ancianos.”
Además, estas dos páginas son significativas porque representan el fin de la tira calendárica y que “la matanza del Templo Mayor ha parado el tiempo”.  La conquista española se representa en una página entera, la cual división refleja su gran importancia en la historia de los mexica.

### Historia después de la conquista española
Folios 43-69 - Estas páginas describen la historia de los mexica después de la conquista y vuelven a un estilo parecido al de los folios 26-42: texto denso con pocas imágenes. Utilizan principalmente el texto escrito para explicar la conquista española y la violencia que se producía. El folio 43 detalla la batalla en el Templo Mayor que fue ilustrado en el folio 42. También se ve que estos folios son diferentes debido al uso de caracteres latinos. Los elementos formales del texto representan de forma gráfica o visual el tema central del momento histórico: es decir, el fin de la época mexica y el comienzo de la época cristiana. No obstante, aunque la escritura narrativa está asociado con la cultura cristiana, las imágenes están asociadas con la cultura mexica. 

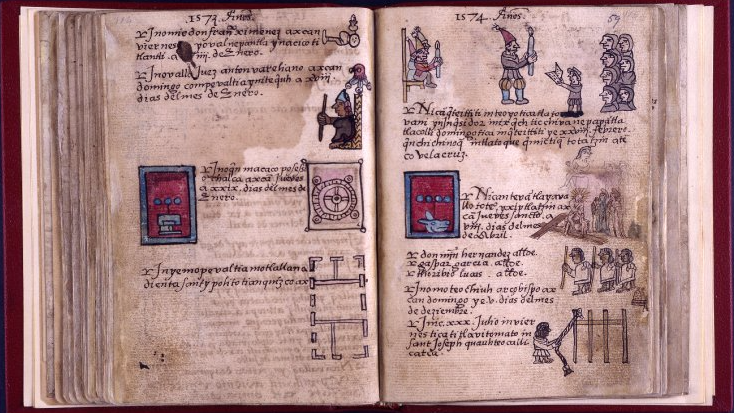
Folio 59 del Códice Aubin

Folio 59 - Hacia el final del códice, el modelo de cinco años por cada página cambia, pues aquí se muestra un año por página. El marco cronológico es representado por el singular cuadro rojo, aquí presentado como un bloque rectángulo. Los eruditos especulan que los años posteriores a la conquista eran llenos de profundos cambios en las estructuras culturales, políticas y económicas de los mexica, y por eso los escribanos pensaban que fue necesario explicar estas transformaciones con mayor detalle y una diferente presentación visual.
En la parte superior del folio 59 se da noticia que se difundió públicamente la lista de ofensas a la fe cristiana que serían castigados por el Tribunal del Santo Oficio de la Inquisición, el cual fue instituido en 1571. La glosa menciona a Pedro Moya de Contreras como el inquisidor. El siguiente párrafo está acompañado de una imagen de Jesucristo, sentado a un lado de una cruz. La Virgen María y María Magdalena son los dos mujeres a su lado. La glosa explica que la imagen representa una procesión de Jueves Santo. El tlacuilo dejó a un lado su modo tradicional de pintar, planiforme y conceptual, para imitar los modelos europeos que fueron más perceptuales y tridimensionales. Este es el único caso de esta expresión gráfica en el códice.

### La segunda sección dinástica

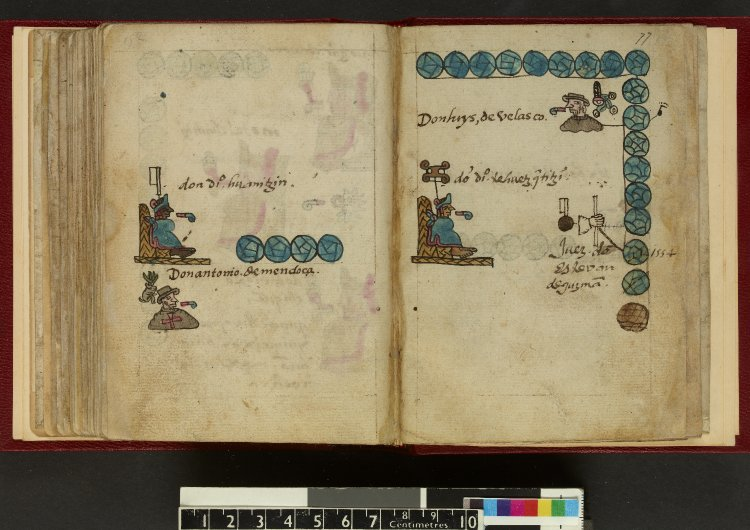
Folio 77 del Códice Aubin

Folios 70-81 – Hay una lista más pequeña de la sucesión dinástica después del recuento final del año 1607. Esta sección probablemente fue ilustrada por un artista diferente. Cada página de esta sección representa un gobernante, acompañado por el número de años que reinaba; éstos se comunican a través de varios círculos azules. La lista de reyes continua más allá de los mexicas e incluye los españoles y conquistadores.
Folio 77 - Como ejemplo de la segunda sección dinástica, el folio 77 muestra la elección de Diego de Alvarado Huanitzin como gobernante. Huanitzin era el nieto del emperador Axayácatl y sobrino de Moctezuma. Los cuatro discos de turquesa en frente de él representan sus cuatro años de reino. Él está sentado en el tepotzoicpalli, un trono de con un respaldo alto para los reyes.

## Estilo y estética
El Códice Aubin es un códice mixto, es decir una obra que combina imágenes y texto escrito en el idioma náhuatl.  El códice tiene imágenes de colores rojo, café, turquesa, gris, y negro. Se caracteriza por la pintura de los tlacuilos, traducido del náhuatl al español como “el que escribe pintando”. A la izquierda de la mayoría de las páginas, hay cuadros rojos y azules que indican el año en el calendario mexica. Además, hay números latinos cerca de muchas imágenes. Las otras imágenes y palabras en náhuatl describen los acontecimientos que ocurrían durante estos años señalados.

### La influencia española en el Códice Aubin
El Códice Aubin manifiesta las características propias de los tlacuilos y a su vez el texto indica cierta influencia de los modos y las tendencias europeas del siglo XVI. De esta forma, se dice que el Códice Aubin es un buen ejemplo del cambio de formato de la escritura precolombina después de la conquista española de América.
En la época precolombina, el idioma náhuatl era principalmente una lengua hablada, en lugar de un lenguaje alfabético, y las historias eran en gran parte pictóricas. En comparación, el Códice Aubin es conciso en la parte pictográfica y se destaca el rol del texto náhuatl, ahora escrito en letras latinas, en la explicación de la historia principal. Estos notables cambios indican el aumento de la importancia de la lengua escrita y la difusión de los métodos europeos entre los pueblos originarios. El Códice Aubin también se destaca de otros manuscritos precolombinos porque sigue la norma europea del libro con páginas encuadernadas.
De esta forma se observa una modificación importante de la tradicional narración mesoamericana. El formato textual perfeccionado por los pueblos indígenas permite que las páginas se desplieguen para mostrar toda la historia a la vez, lo cual  facilitaba la lectura y la visualización de las historias. Además, la historia fue tradicionalmente un acto performativo y social, pues hubo varios oradores que contarían las historias a una audiencia o un público en particular. El orador sería capaz de traducir los pictogramas en una manera oral y un acto performativo. El náhuatl escrito, motivado por los españoles, sin embargo, crea una relación más solitaria con la narración y el códice. No había imágenes para mostrar a un grupo de oyentes. Por lo tanto, y debido a la influencia española, el Códice Aubin no tiene las características tradicionales performativas de las historias indígenas de América. Por eso se considera un excelente ejemplo de la literatura híbrida de la época colonial, integrando así diversos elementos gráficos y narrativos del Nuevo Mundo con los modelos europeos.

## La relación del Códice Aubin con la Tira de la Peregrinación
Hay evidencia que describe secciones del Códice Aubin como un resumen de la Tira de la Peregrinación. La Tira de la Peregrinación, también conocida como el Códice Boturini, es otro códice mexica. La peregrinación de los mexicas “comienza con la representación de la legendaria Aztlán, hasta la llegada a Chapultepec, sitio trascendental del valle de México donde se encontraba el manantial que más tarde suministraría agua a toda la ciudad de Tenochtitlán”.
El Códice Aubin fue probablemente escrito pronto después de la Tira de la Peregrinación y muestra cambios que las pictografías sufrieron a lo largo del periodo colonial. En muchos puntos, por influencia española, la lectura pictográfica fue sustituida por la lectura alfabética. Ya no había necesidad de explicar en pictografías lo que se podía explicar en caracteres escritos.

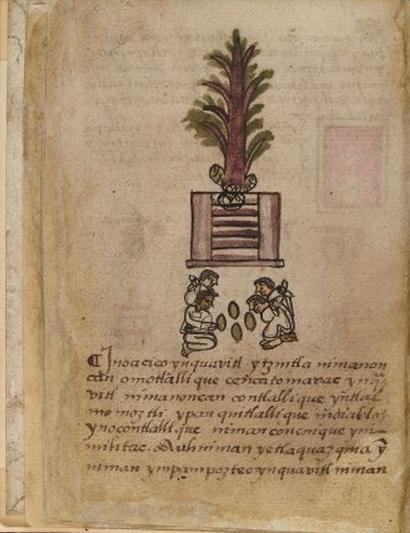
Folio 5 del Códice Aubin

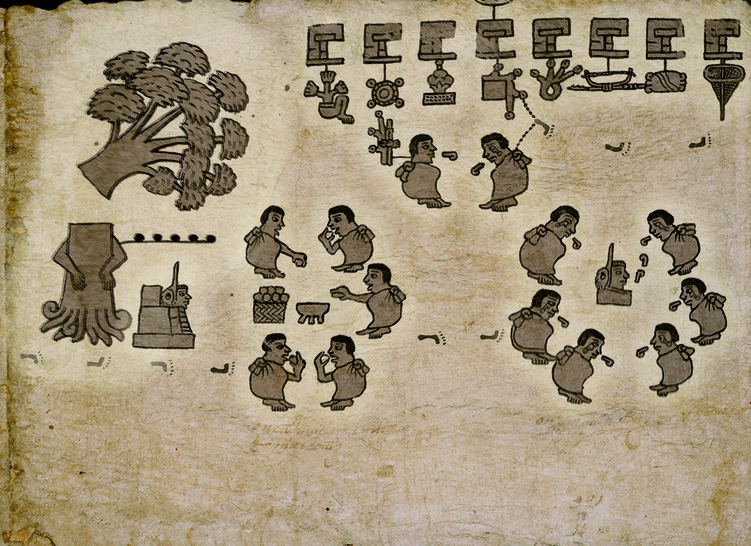
Folio 3 de la Tira de la Peregrinación

En el folio 5 del Códice Aubin solo se ve el árbol con el bulto del dios a sus pies y junto a él, parecen cuatro aztecas que comen. Se sabe esto por el paralelo pictórico, el folio 3 de la Tira. Tampoco se ven en el Códice Aubin el resto del grupo o los pueblos que los acompañaban en la Tira. Resultaría en “un dibujo mucho más descuidado y esquemático, cuya función parece limitarse a ilustrar un largo texto, o quizás a amenizarlo”.
Las huellas en el piso, en el folio 3 de la tira, representan el camino que se debe de seguir para entender la tira cronológicamente. Nos lleva primeramente a un árbol roto, y a sus pies se encuentra el templo de Huitzilopochtli en su advocación de colibrí. Allí las huellas son interrumpidas y los aztecas se sientan a comer. El texto del Códice Aubin dice al respecto:
“Y cuando vinieron a llegar al pie de un árbol, luego allí se asentaron. Era muy grueso el árbol. Luego allí formaron un altar sobre el que pusieron al diablo. Cuando habían formado el altar, luego tomaron sus provisiones. Pero ya que iban a comer, luego sobre ellos el árbol se quebró”.
Las huellas continúan y nos lleva hacia los mismos aztecas, pero hoy lloran y hablan delante del dios. Sin embargo, parece que solo uno se comunica directamente al dios. Se puede ver por medio de sus “lágrimas” que tocan al dios. El texto del Códice Aubin explica lo que sucede:
“Luego, por esto dejaron lo que comían, por largo tiempo estuvieron con las cabezas inclinadas. Y luego, les llamó el diablo, y les decía: Mandad a los ocho calpulli que os acompañan, decidles: nosotros no iremos adelante, nos iremos por otro rumbo”
Los ocho calpullis representan los ocho pueblos que los aztecas encontraron en Teoculhuacan, poco después de salir de su patria original, Aztlan. En la figura encima, el dirigente azteca se comunica con el señor de los de Cuitlahuac y comienza a llorar. El texto del Aubin explica:
“Cuando les habían dicho esto, se pusieron muy tristes aquellos ocho calpulli. Cuando les habían mandado luego dijeron los ocho calpulli: Señores nuestros ¿a dónde nos iremos? Pues nosotros os acompañaremos. Luego otra vez les dijeron: No vayáis. Luego primero partieron los ocho calpulli. Allí les abandonaron al pie del árbol; permanecieron ellos mucho tiempo all”.

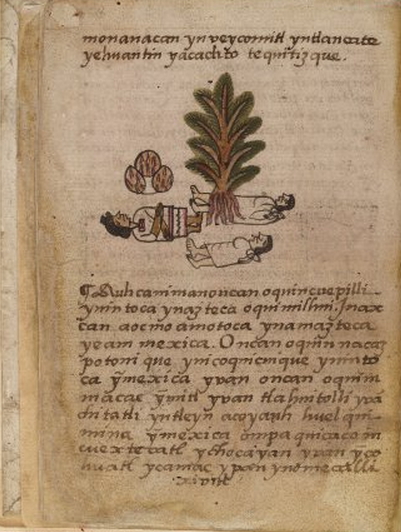
Folio 6 del Códice Aubin

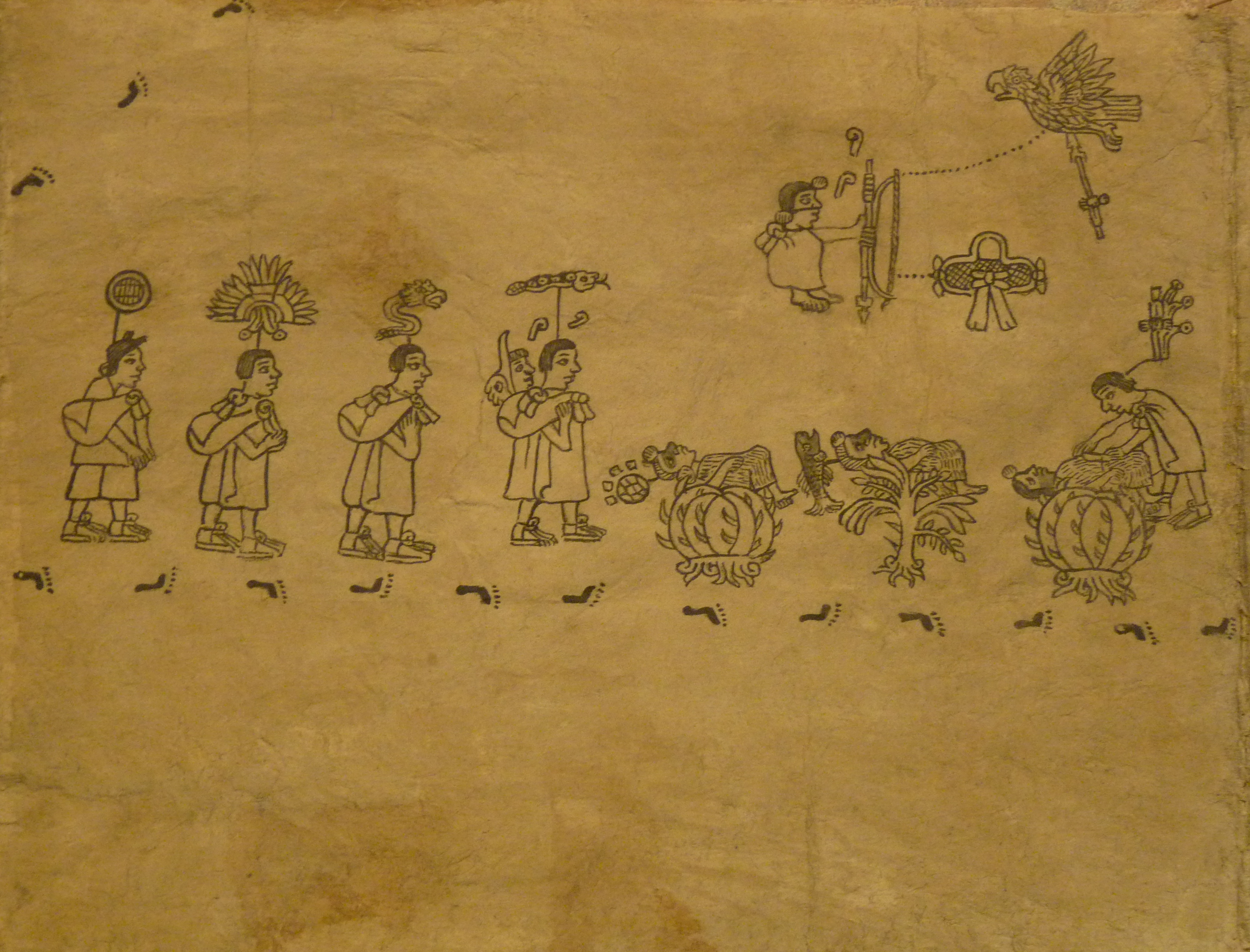
Folio 4 de la Tira de la Peregrinación

Estas figuras, en totalidad o resumen, son una representación del ritual sobre las plantas espinosas.
En el folio 4 de la tira, las huellas conducen la cronología de la pictografía otra vez. También se encuentra menos detalle y glifos en el Códice Aubin otra vez. En la tira, inicialmente se ve la partida de dos diferente huellas. Esto indica la partida del grupo de la figura anterior. El Códice Aubin nos dice:
“Después cuando partieron por el camino vinieron a llegar sobre ellos los hombres búhos. Entre las biznagas estuvieron cayendo, y algunos estuvieron cayendo al pie de los mezquites. A éstos les llamaban mimixcoa: el primero de nombre Xiuhneltzin, el segundo de nombre Mimichtzin, el tercero, mujer, su hermana mayor. Otra vez allá les llamó el diablo Huitzilopochtli; les decía: Tomad los que estén entre las biznagas. Ellos serán el primer tributo”.
Comparado a la Tira, el tamaño de las biznagas del Códice Aubin son reducidas enormemente y son colocadas más juntas que en la tira. El mezquite pierde sus aspectos exteriores espinosos que parece un simple árbol que se pinta siguiendo cánones prehispánicos. En el Códice Aubin, ninguno de los sacrificados lleva un glifo nominal encima de su cabeza, tampoco hay otra gente además de los sacrificados. El dibujo es tan alterado que el mezquite está puesta encima de uno de los sacrificados y no al contrario.
Folio 8 del Códice Aubin-

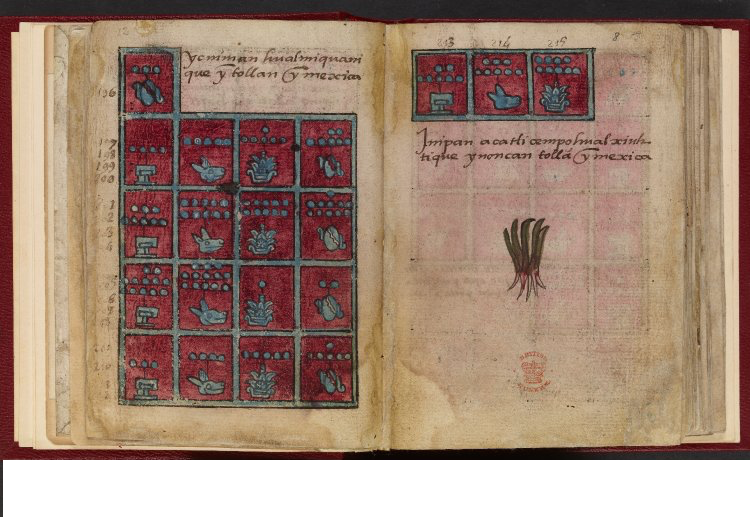
Folio 8 del Códice Aubin

Esta es la llegada y estancia en Tula de los Mexicas.
El Códice Aubin tiene páginas así, de reducido tamaño (11 x 15 cm), para cada uno de los lugares en los que el grupo hizo estancia. En ella se agrupan los recuadros cronológicos, cuales representan los años que duraron en cada estancia. En la parte superior izquierda se encuentra el año de llegada. Junto a él, hay una glosa que representa la fecha en que llegaron al sitio señalado. Este glifo se dibuja en la parte inferior de la página. Otra glosa alude a la llegada del grupo a dicho lugar, así como los años de estancia.
En la Tira, los grupos de recuadros cronológicos se leen de abajo hacia arriba, viceversa, y de izquierda a derecha. Pero en el Códice Aubin se lee izquierda a derecha y de arriba abajo. También, en la Tira es muy claro que la partida de un lugar y la llegada a otro se produce en una misma fecha, pero no es tan claro en el Códice Aubin. El tlacuilo del Códice Aubin solo marcó el año de salida en la página reservada al nuevo lugar de llegada.